# Батлер Лампсон
Батлер Лампсон (енгл. Butler Lampson; Вашингтон, 23. децембар 1943) је амерички научник из области рачунарства који је 1992. године добио Тјурингову награду.